# Aitor Elizegi
Aitor Elizegi Alberdi connu sur le nom de  Aitor Elizegi (né le 27 juin 1966) à Santutxu, Bilbao est un entrepreneur espagnol, chef cuisinier et président du club de football de l'Athletic Bilbao,,

## Biographie

### Jeunesse
Né en 1966, à Santutxu, Bilbao, Elizegi a grandi en soutenant l'Athletic Bilbao, devenant membre du club à l'âge de 25 ans. Elizegi est entré dans l'industrie culinaire en 1987, remportant le Championnat d'Espagne des Chefs un an plus tard et le Basque Prix de la gastronomie en 2000 pour le meilleur restaurateur de son restaurant Gaminiz. Depuis 2019, Elizegi est à la tête d'un certain nombre de restaurants basques à Bilbao, y compris Txocook, Bascook et Basquery.
Le 27 décembre 2018, Elizegi remporte l'élection présidentielle de l'Athletic Bilbao, en succédant à l'ancien titulaire Josu Urrutia, en battant Alberto Uribe Echevarría, trésorier d'Urrutia, par une marge de seulement 85 voix.
Un de ses premiers actes en tant que président a été de remplacer le directeur sportif de longue date José María Amorrortu par Rafael Alkorta et Andoni Ayarza, (tous deux anciens joueurs du club),, comme promis dans sa campagne électorale.

## Politique
Elizegi est membre du Parti nationaliste basque. Elizegi est un nationaliste et indépendantiste basque, et a exprimé le désir d'admettre une équipe nationale basque de football dans l' UEFA.